# Félix García Ibargüen
Félix Antonio García Ibargüen (Tumaco, Nariño, Colombia; 5 de diciembre de 1983) es un exfutbolista colombiano. Jugaba de defensa y su último equipo fue Orsomarso de Colombia. 

## Trayectoria
Se inició en el Montevideo Wanderers de Uruguay con el que jugó la Copa Libertadores 2002, luego se dio el salto por el balompié mexicano para vestir la camiseta del Cruz Azul en 2003; al año siguiente se prueba en los cuadros sudamericanos Nacional de Uruguay y San Lorenzo de Almagro de Argentina y en Europa con el Racing Club de Ferrol de España, y terminó jugando en el Viejo Continente con el Iraklis Thessaloniki FC de Turquía y dirigido por el entonces técnico, el uruguayo Sergio Markarián para regresar a Suramérica con el Peñarol y Plaza Colonia de Uruguay.
Luego de ser un trotamundos, regresó a Colombia para defender los colores del Independiente Santa Fe (2008), Atlético Juventud (2008), Bogotá F.C. (2009), La Equidad (2011) y Atlético Bucaramanga (2012) y en 2013 defendió los colores de América de Cali. En el año 2014 pasó al equipo Juventud Independiente de El Salvador y en el año 2015 jugaría para el Unión Magdalena de Colombia.

## Clubes
| Club                   | País        | Año         |
| ---------------------- | ----------- | ----------- |
| Montevideo Wanderers   | Uruguay     | 2002        |
| Cruz Azul              | México      | 2003        |
| Iraklis Thessaloniki   | Grecia      | 2004        |
| Plaza Colonia          | Uruguay     | 2005        |
| Peñarol                | Uruguay     | 2005 - 2006 |
| Santa Fe               | Colombia    | 2007        |
| Liberia Mía            | Costa Rica  | 2008        |
| Atlético Juventud      | Colombia    | 2008        |
| Bogotá F. C.           | Colombia    | 2009 - 2010 |
| La Equidad             | Colombia    | 2011        |
| Bogotá F. C.           | Colombia    | 2012        |
| Atlético Bucaramanga   | Colombia    | 2012        |
| América de Cali        | Colombia    | 2013        |
| Juventud Independiente | El Salvador | 2014        |
| Atlético Bucaramanga   | Colombia    | 2015 - 2016 |
| Deportivo Pasto        | Colombia    | 2017        |
| Boyacá Chicó           | Colombia    | 2018        |
| Orsomarso              | Colombia    | 2019        |

## Palmarés

### Torneos Nacionales
| Título    | Club                 | País     | Año  |
| --------- | -------------------- | -------- | ---- |
| Primera B | Atlético Bucaramanga | Colombia | 2015 |